# Danica Ručigaj
Danica Ručigaj, makedonska pesnica, * 5. maj 1934, Skopje, Makedonija, † 26. julij 1963, Skopje. 
Bila je prva makedonska pesnica.

## Življenje
Oče Anton Ručigaj je bil iz Kranja. Njeno mamo je srečal v cerkvi v Skopju in se vanjo zaljubil. Danica je po vojni obiskovala klasično gimnazijo. Na fakulteti je diplomirala je iz južnoslovanskih književnosti. Zaposlila se je na makedonskem kulturnem ministrstvu, ki se mu je takrat reklo republiški sekretariat za kulturo. Prve pesmi je objavila leta 1955 v literarnih revijah Sovremenost in Razgledi. Gibala se je v literarnih krogih, živela boemsko življenje in živela za poezijo. Umrla je v skopskem potresu leta 1963.

## Delo
Pesmi je začela pisati v času šolanja. Leta 1960 je izdala pesniški prvenec Сребрени, ноќни игри, kar je bil prelomen dogodek za makedonsko literaturo, saj je bila to prva pesniška zbirka v Makedoniji, ki jo je napisala ženska; Danica Ručigaj je zato prva makedonska pesnica. Izida druge zbirke Ujetniki vetra (1963) ni dočakala. Jezikovno in oblikovno je bila samosvoja: velike začetnice in ločila je uporabljala mimo pravopisa. Posamezne njene pesmi so prevedene v več jezikov, tudi v slovenščino. Osrednja tema pesniškega opusa Danice Ručigaj je ljubezen, ki je v motu prve knjige povzdignjena na raven vere, pridružujejo pa se ji medosebni odnosi, položaj ženske in telesnost, pri čemer se nežnost in navidezna naivnost prepletata z neposredno strastjo. 

## Nagrada Danice Ručigaj
Nagrado so ustanovili leta 2005 za najboljšo knjigo pesnice v letu.